# Eosentomon palustre
Eosentomon palustre är en urinsektsart som beskrevs av Andrzej Szeptycki och Malgorzata Sławska 2000. Eosentomon palustre ingår i släktet Eosentomon och familjen trakétrevfotingar. Inga underarter finns listade i Catalogue of Life.